# Балка Хороли
Балка Хороли — памятник природы (решение Законодательного Собрания Ростовской области № 46 от 15.08.95 года), расположенный в Зерноградском районе Ростовской области.

## Описание

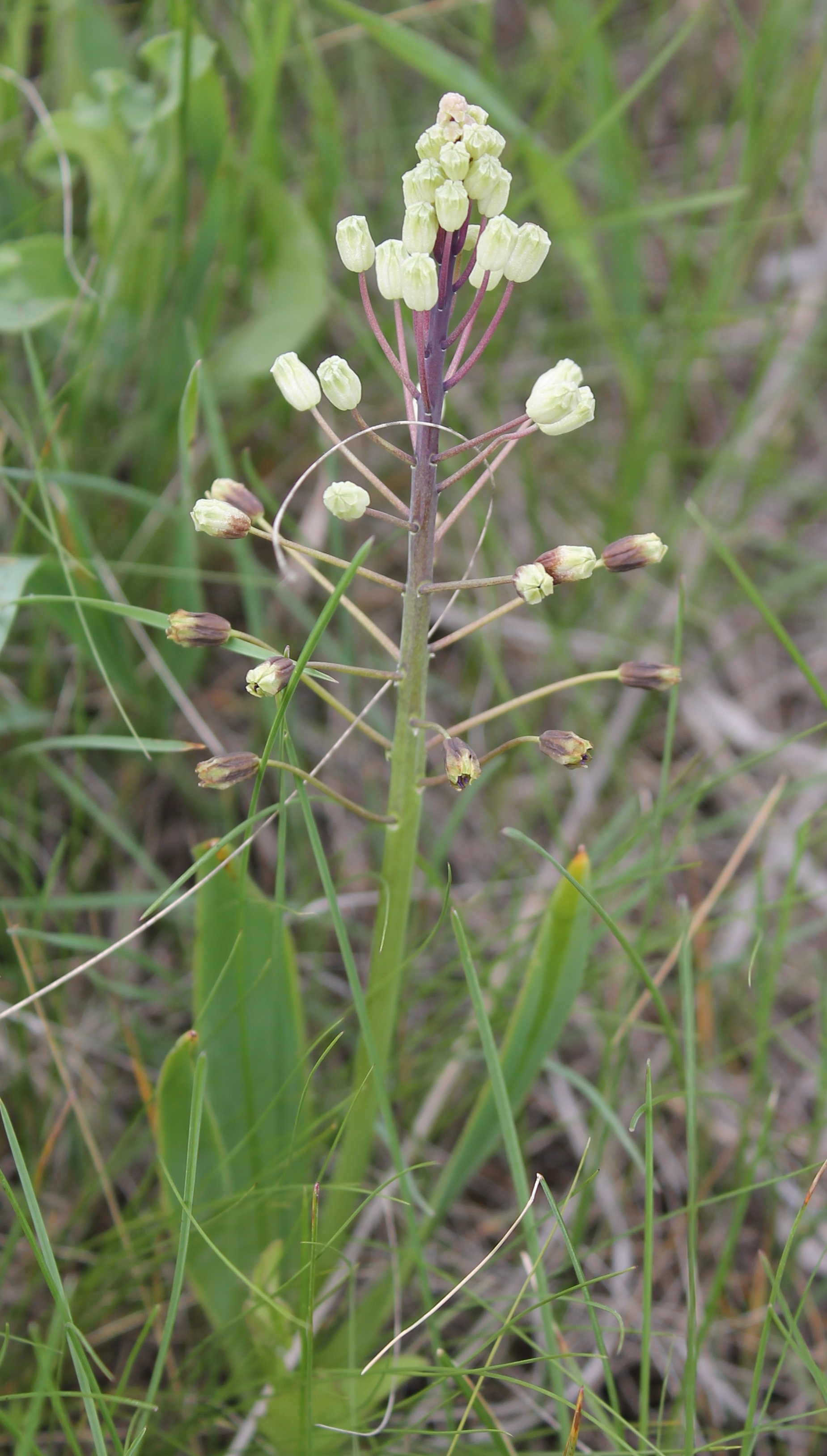
Бельвалия сарматская

Балка «Хороли», расположенная в Зерноградском районе Ростовской области, в соответствии с решением Законодательного Собрания Ростовской области № 46 от 15.08.95 года, отнесена к особо охраняемым памятникам природы. Природный парк Хороли с режимом заказника создан 7 августа 1995 года. Площадь памятника составляет около 500 га. На его территории расположены Зерноград и село Новокузнецовка.
Памятник природы тянется вдоль границы с землями АООТ «Учхоз Зерновое» (от пастбища 9 гуртового участка) на север до границ с землями ОПХ «Манычское».
Растительный мир памятника природы включает в себя большое разнообразие степной и лугово-степной растительности. В местной флоре встречаются виды, распространенные на границах своих ареалов. К ним относятся лен жилковатый, герань клубневая, редкие и исчезающие растения, нуждающиеся в охране виды: бельвалия сарматская, майкараган волжский, ковыль красивейший и др.
Для многих степных животных, обитающих в балке Хороли, созданы и охраняются оптимальные условия жизни. В лугах, занимающих небольшую площадь на днищах балок, встречаются разнообразные животные. При этом существует угроза со стороны антропогенных факторов. Памятник природы со всех сторон граничит с пашней и пересекается разными проселочными дорогами. Такое расположение памятника природы опасно для животных и может привести к вырождению их популяций, снижению видового разнообразия. Памятник имеет просветительское, научное и природоохранное значение.